# 頌讚火星
頌讚火星（日语：アドマイヤマーズ），是日本純種競賽馬匹。生涯稱霸一哩賽事，曾勝出2018年朝日盃未來錦標，及於2019年贏得NHK一哩賽及香港一哩錦標。

## 出賽前
2016年3月16日出生於北海道安平町北部牧場，成長途中於拍賣會被馬主近藤利一以5616萬日圓購入。
其後交由栗東訓練中心練馬師友道康夫訓練。

## 競賽生涯

### 2歲
2018年6月30日出戰中京競馬場2歲新馬戰，於杜滿萊策騎下成功於直路衝出，最終以鼻位壓贏第二的行進曲取得首勝利。
其後出戰公開賽中京兩歲錦標，比賽途中以先行姿態推進，進入直路後爆發末腳下以3馬位優勢輕鬆取勝。
11月10日出戰每日盃兩歲錦標，比賽初段隨即搶佔位置進行領放，進入直路後和同爲領放馬的名將菖蒲展開纏鬥，最終於頌讚火星率先透出之下以3/4馬位優勢取得首個分級賽冠軍。
12月26日出戰朝日盃未來錦標，賽前僅次於放聲歡呼獲得第二人氣。比賽開始後，其於第三的先頭位置追趕前方的真是酷及放聲歡呼推進，並於直路入口超越兩名對手。直路中段，取得領先的頌讚火星繼續保持速度，最終拋離後方的超神建築2馬位率先衝線，以無敗的姿態取得首個一級賽冠軍。
年末，由於其在朝日盃未來錦標贏過一衆對手成爲一級賽優勝馬，於評選中獲得153票，以30票之差擊敗贏得希望錦標的農神節慶成爲最佳2歲雄馬。

### 3歲
2019年2月10日出戰共同通信盃作爲首戰，雖然賽前有增程及長途運輸等疑慮，但仍然獲得第一人氣支持。比賽開始後，其因處於較內檔位置發走而選擇領放，然而進入直路中段時被內欄位置加速的野田賢君超越，最終以1 1/4馬位差距吞下生涯首敗。
4月14日再度增程200米出戰皋月賞，比賽開始後選擇於中團靠前位置推進。進入直路其一直嘗試提速，但距離適性不足下乏力無法最大程度衝出，最終以第四完賽。
5月5日回歸一哩戰線出戰NHK一哩賽，僅次於上年度朝日盃未來錦標的手下敗將、剛剛贏得櫻花賞的放聲歡呼取得第二人氣。比賽開始後，其再度採取居中戰術於約莫第六的位置追走，全程保持穩定的節奏並未有太大的動作。然而於直路入口處，騎師杜滿萊指揮其抽出外檔望空，其後成功於大外檔位置加速衝出超越所有賽駒，保持速度下抵擋後方第十四人氣伏兵行進曲的追擊，以1/2馬位奪得冠軍，亦成爲奪得令和時代首個一級賽優勝的賽駒。
入秋其陣營宣佈將以遠征香港出戰香港一哩錦標作爲最大目標，並於10月19日出戰富士錦標作爲熱身，然而於比賽途中突然對騎師杜滿萊的指揮毫無反應，最終於直路一直未能衝出下以第九大敗。
11月17日，其馬主近藤利一因癌症去世，頌讚火星之所有權被轉移至其遺孀近藤旬子名下。
12月8日按照計劃出戰香港一哩錦標，夥拍蘇銘倫組成新組合。進入直路後，其隨即搶佔有利位置於中團附近推進，於比賽途中一直保持節奏以等待時機。進入直路後，其隨即由中團位置衝出，以凌厲的姿態超越於處內欄位置的香港最佳一哩馬及香港馬王美麗傳承，及後繼續保持速度抵擋另一匹主隊馬夏威夷於外檔的追擊，最終以1/2馬位優勢捧走冠軍。此次勝利，其不但贏過被由「香港一哩王牌」、「世界草地一哩馬王」的美麗傳承，證實自身於一哩賽事的統治力，亦打破多項紀錄，例如其爲首匹勝出香港一哩錦標的3歲賽駒，亦爲繼西沙里奧後第二匹制霸海外一級賽的日本3歲賽駒，更爲首匹勝出海外古馬混合一級賽的日本3歲賽駒。

### 4歲
2020年年初陣營安排其遠征阿聯酋出戰杜拜草地大賽，但抵達當地後，由於受到新型冠狀病毒疫情影響，阿聯酋方面經協商過後決定取消所有杜拜世界盃賽馬日的比賽，因而其迫於無奈之下返回日本。
回國後出戰安田紀念，改由川田將雅策騎，而本次比賽由於杏目、冠軍車手及放聲歡呼等強敵齊集一堂，因而僅獲得第六人氣。比賽開始後，其處於先頭部隊之中的有利位置推進，然而進入直路後其未能繼續加速保持速度，最終被對手超越下以第六完賽。
入秋後出戰10月31日的天鵝錦標，即使其需要背負58公斤的頂磅，其仍然選擇於先頭第二的位置快速推進。進入直路後，其雖然發揮不俗加速力，但最終仍然敗於勝治及絕嶺之峽得第三。
11月22日出戰一哩冠軍賽，比賽初段其處於先頭位置逐步推進，進入直路後隨即和一同衝出的冠軍車手展開纏鬥。然而此時由外檔衝出的放聲歡呼瞬間超越兩駒率先衝線，而頌讚火星亦於和冠軍車手直爭奪中落敗，因而再度以第三完賽。
12月13日出自出戰香港一哩錦標劍指連霸，原定和上年度一樣由蘇銘倫策騎，然而其於抵港後隔離期間被驗出對新型冠狀病毒呈現陽性反應，無法策騎之下改由莫雅代打。比賽開始後，其於第二的位置跟隨前方的領放馬前進，並於第四彎道取得領先。進入直路後其仍然保持速度，但到達直路中段時被主隊馬金鎗六十超越，於最後關頭亦被後上的另一匹主隊馬川河尊駒追過，最終第三度獲得季軍。
回國後，陣營宣佈了其退役入種的計劃，並於12月17日取消日本中央競馬會的賽駒註冊。

### 詳細賽績
| 日期       | 舉辦國家/地區 | 馬場 | 距離   | 級別 | 賽事名稱       | 負重 | 騎師     | 馬號 | 出馬 | 名次 | 時間    | 頭馬（二馬）    |
| ---------- | ------------- | ---- | ------ | ---- | -------------- | ---- | -------- | ---- | ---- | ---- | ------- | --------------- |
| 30/6/2018  | 日本          | 中京 | 草1600 |      | 2歲新馬        | 54   | 杜滿萊   | 7    | 8    | 1    | 1:37.7  | （行進曲）      |
| 21/7/2018  | 日本          | 中京 | 草1600 | OP   | 中京兩歲錦標   | 54   | 杜滿萊   | 6    | 7    | 1    | 1:34.7  | （A Shin Zone） |
| 10/11/2018 | 日本          | 京都 | 草1600 | GII  | 每日盃兩歲錦標 | 55   | 杜滿萊   | 3    | 9    | 1    | 1:35.4  | （名將菖蒲）    |
| 16/12/2018 | 日本          | 阪神 | 草1600 | GI   | 朝日盃未來錦標 | 55   | 杜滿萊   | 6    | 15   | 1    | 1:33.9  | （超神建築）    |
| 10/2/2019  | 日本          | 東京 | 草1800 | GIII | 共同通信盃     | 57   | 杜滿萊   | 4    | 7    | 2    | 1:47.0  | 野田賢君        |
| 14/4/2019  | 日本          | 中山 | 草2000 | GI   | 皋月賞         | 57   | 杜滿萊   | 1    | 18   | 4    | 1:58.5  | 農神節慶        |
| 5/5/2019   | 日本          | 東京 | 草1600 | GI   | NHK一哩賽      | 57   | 杜滿萊   | 17   | 18   | 1    | 1:32.4  | （行進曲）      |
| 19/10/2019 | 日本          | 東京 | 草1600 | GIII | 富士錦標       | 57   | 杜滿萊   | 7    | 18   | 9    | 1:33.7  | 樸素無華        |
| 8/12/2019  | 香港          | 沙田 | 草1600 | GI   | 香港一哩錦標   | 56.5 | 蘇銘倫   | 9    | 10   | 1    | 1:33.25 | （夏威夷）      |
| 7/6/2020   | 日本          | 東京 | 草1600 | GI   | 安田紀念       | 58   | 川田將雅 | 9    | 14   | 6    | 1:32.3  | 放聲歡呼        |
| 31/10/2020 | 日本          | 京都 | 草1400 | GII  | 天鵝錦標       | 58   | 川田將雅 | 2    | 16   | 3    | 1:21.5  | 勝治            |
| 22/11/2020 | 日本          | 阪神 | 草1600 | GI   | 一哩冠軍賽     | 58   | 川田將雅 | 2    | 17   | 3    | 1:32.2  | 放聲歡呼        |
| 13/12/2020 | 香港          | 沙田 | 草1600 | GI   | 香港一哩錦標   | 57   | 莫雅     | 10   | 10   | 3    | 1:33.81 | 金鎗六十        |

## 退役後
退役後，頌讚火星成為了配種馬，於北海道安平町社台Stallion Station休養，在2021年進行配種，配種費為300萬日圓，而於日本配種季結束後，亦會前往澳洲穿梭配種，配種費為2萬2000澳元。首批子嗣於2022年出生。首批子嗣可於2024年出賽。2025年2月15日，巧繡生花在皇后盃取勝，成為首匹勝出分級賽的子嗣。2025年4月13日，巧繡生花於櫻花賞取勝，成為首匹勝出一級賽的頌讚火星子嗣。

### 主要子嗣

#### 一級賽優勝子嗣
粗體字為一級賽
2022年生
- 巧繡生花（每日盃皇后盃、櫻花賞）

## 血統簡介
父系大和主將爲日本賽駒，生涯活躍於一哩賽事，曾於2007年稱霸春秋一哩賽，於2000米賽事亦有不錯戰績，如曾勝出皋月賞及秋季天皇賞。祖父週日寧靜爲美國三冠賽雙冠馬，退役後在日本配種，其子嗣贏得巨額獎金，連續12年成為日本冠軍種馬。
母系Via Medici爲愛爾蘭生產的法國賽駒，生涯戰績不俗，曾勝出三級賽里維錦標。外祖父木星月亮爲英國賽駒，生涯戰績優秀，曾勝出一級賽日蝕大賽及樂景傑錦標。

### 血統表
| 父線：週日寧靜系（Halo系）               |                                |                |                 |
| 種馬 大和主將 2001年（栗色）             | 週日寧靜 1986年（棕色）        | Halo           | Hail to Reason  |
| 種馬 大和主將 2001年（栗色）             | 週日寧靜 1986年（棕色）        | Halo           | Cosmah          |
| 種馬 大和主將 2001年（栗色）             | 週日寧靜 1986年（棕色）        | Wishing Well   | Understanding   |
| 種馬 大和主將 2001年（栗色）             | 週日寧靜 1986年（棕色）        | Wishing Well   | Mountain Flower |
| 種馬 大和主將 2001年（栗色）             | Scarlet Bouquet 1988年（栗色） | 北方風味       | 北地舞人        |
| 種馬 大和主將 2001年（栗色）             | Scarlet Bouquet 1988年（栗色） | 北方風味       | Lady Victoria   |
| 種馬 大和主將 2001年（栗色）             | Scarlet Bouquet 1988年（栗色） | Scarlet Ink    | Crimson Satan   |
| 種馬 大和主將 2001年（栗色）             | Scarlet Bouquet 1988年（栗色） | Scarlet Ink    | Consentida      |
| 繁殖雌馬 Via Medici 2007年（栗色）       | 木星月亮 1997年（栗色）        | Machiavellian  | 淘金者          |
| 繁殖雌馬 Via Medici 2007年（栗色）       | 木星月亮 1997年（栗色）        | Machiavellian  | Coup de Folie   |
| 繁殖雌馬 Via Medici 2007年（栗色）       | 木星月亮 1997年（栗色）        | Mystic Goddess | 雷鳥            |
| 繁殖雌馬 Via Medici 2007年（栗色）       | 木星月亮 1997年（栗色）        | Mystic Goddess | Rose Goddess    |
| 繁殖雌馬 Via Medici 2007年（栗色）       | Via Milano 2001年（深棗色）    | 談唱劇         | 如虎添翼        |
| 繁殖雌馬 Via Medici 2007年（栗色）       | Via Milano 2001年（深棗色）    | 談唱劇         | Glorious Song   |
| 繁殖雌馬 Via Medici 2007年（栗色）       | Via Milano 2001年（深棗色）    | Salvinaxia     | Linamix         |
| 繁殖雌馬 Via Medici 2007年（栗色）       | Via Milano 2001年（深棗色）    | Salvinaxia     | Salve           |
| 雌系：號族：4-l                          |                                |                |                 |
| 五代內近親交配：Halo 3×5×5、北地舞人 4×5 |                                |                |                 |

## 命名由來
名字中，Admire（アドマイヤ）是馬主近藤利一、近藤旬子夫婦的冠名，帶有仰慕、讚賞、尊重等意思，Mars（マーズ）即是八大行星中的火星，香港結合兩部分，以「頌讚火星」作為翻譯。

## 外部連結
- 頌讚火星 netkeiba.com （页面存档备份，存于）
- 血統表 （页面存档备份，存于）